# El Poble-sec
El Poble-sec – miejscowość w Hiszpanii, w Katalonii, w prowincji Lleida, w comarce Alt Urgell, w gminie La Seu d’Urgell.
Według danych INE z 2005 roku miejscowość zamieszkiwało 116 osób.